# Eremopyga debilis
Eremopyga debilis is een zee-egel uit de familie Diadematidae.
De wetenschappelijke naam van de soort werd in 1940 gepubliceerd door Theodor Mortensen.